# Emil Remigius Frey

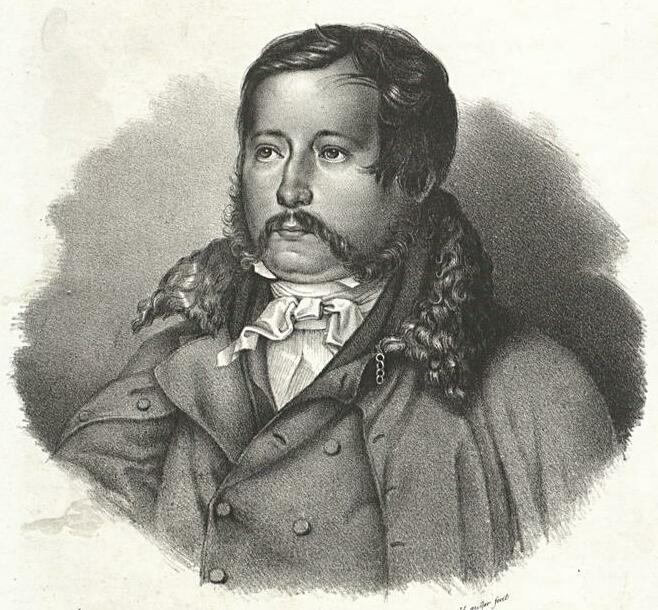
Dr. Emil Frey, 1830

Emil Remigius Frey (* 9. Oktober 1803 in Basel; † 17. Februar 1889 in Arlesheim) war ein Schweizer Politiker, Richter und Wegbereiter der direkten Demokratie im Kanton Basel-Landschaft.

## Leben

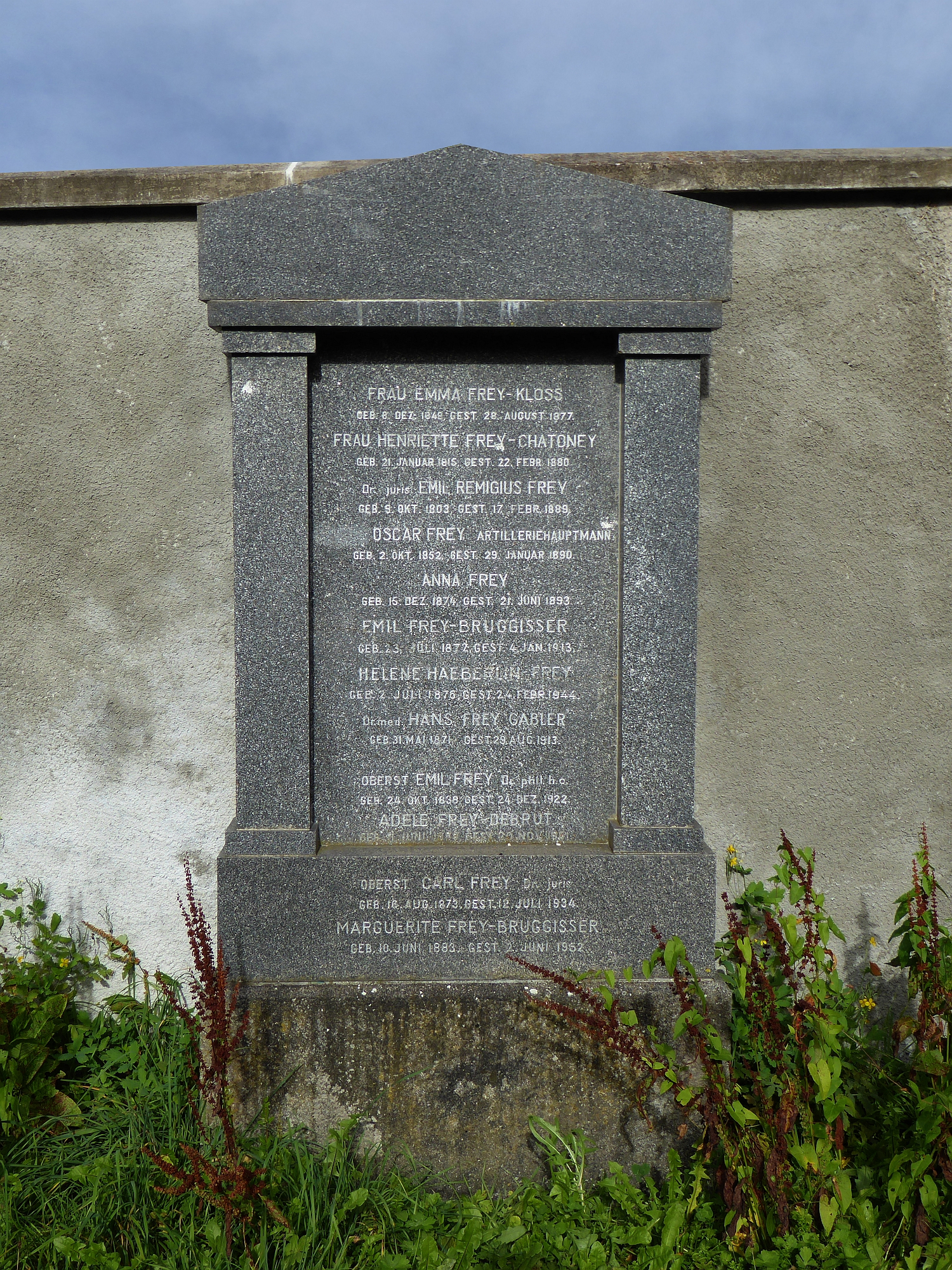
Grab auf dem alten Friedhof von Arlesheim (Dr. juris Emil Remigius Frey)

Frey besuchte das Gymnasium in Basel und absolvierte ein Studium der Rechte in Basel, Heidelberg, Göttingen und Paris. In Göttingen schloss er sich dem Corps Helvetia an. Er promovierte im Jahr 1825. Von 1826 bis 1831 war er Privatdozent an der Universität Basel.
Während der Basler Trennungswirren ergriff Frey Partei für die Landschäftler und war 1831 Mitglied der provisorischen Baselbieter Regierung. Daher zog er nach Münchenstein, das ihm 1832 das Ehrenbürgerrecht verlieh. Im selben Jahr begründete er als Vizepräsident des ersten Verfassungsrates den Kanton Basel-Landschaft mit. Er profilierte sich als Gegenspieler von Stephan Gutzwiller und stand während Jahrzehnten im Zentrum der direkt-demokratischen Gruppierung, die später als Bewegungspartei bezeichnet wurde.
Ab 1835 redigierte Frey das oppositionelle Baselbieter Volksblatt. Bis 1863 gehörte er allen Verfassungsräten an und zwischen 1832 und 1835, 1841 und 1854 sowie 1857 und 1862 war er Mitglied und mehrmals Präsident des Obergerichts.
In den Jahren 1833, 1836, 1838, sowie zwischen 1842 und 1846 und im Jahr 1848 vertrat Frey den Landkanton bei der Tagsatzung. Nach dem Sonderbundskrieg schickte ihn die Eidgenossenschaft während den Jahren 1847 und 1848 als Repräsentanten ins Wallis. 
1848 trat Frey mit Erfolg bei den ersten Schweizer Parlamentswahlen an und sass bis 1851 im Nationalrat. Von 1854 bis 1857 war er Mitglied der Kantonsregierung und von 1864 bis 1867 sass er im Ständerat. Frey war massgeblich am Erfolg von Christoph Rolles demokratischer Bewegung 1862/1863 beteiligt. Von 1862 bis 1868 gehörte Frey dem Landrat und von 1864 bis 1888 dem Verwaltungsrat der Basellandschaftlichen Kantonalbank an, den er von 1878 bis 1881 präsidierte. Im Alter betätigte er sich publizistisch, unter anderem für die Kritische Zeitschrift für Rechtswissenschaft und für den Rechtsfreund.

## Werke (Auswahl)
- Observationes ad juris criminalis teutonici prâesertim Caroli V. constitutionis criminalis historiam Dissertatio inauguralis historico-juridica quam... in Academia Ruperto-Carolina... Heidelbergae: Winter 1825 (Diss. Univ. Heidelberg, 1925).